# Digitaria patens
Digitaria patens là một loài thực vật có hoa trong họ Hòa thảo. Loài này được (Swallen) Henrard mô tả khoa học đầu tiên năm 1934.